# Церковь Рождества Пресвятой Богородицы (Высочино)
Церковь Рождества Пресвятой Богородицы (Церковь Рождества Богородицы) — православный храм в селе Высочино Ростовской области; Ростовская и Новочеркасская епархия, Азовское благочиние.
Адрес: 346744, Ростовская область, Азовский район, село Высочино, улица Парковая, 2. Является объектом культурного наследия.

## История
Каменный однопрестольный храм, освященный в честь Рождества Пресвятой Богородицы, в селе Высочино был построен в 1879 году. Имел колокольню, территория была обнесена кованым забором. 
Пережил Октябрьскую революцию и Гражданскую войну, но в 1930-е годы богослужения в нём были прекращены, а здание использовалось как складское помещение. Позже с храма были сняты купол и кресты, разрушены иконостас, амвон и клиросы. Также была уничтожена колокольня. Временно церковь работала в Великую Отечественную войну во время оккупации села немцами. Окончательно была закрыта в 1959 году и заброшена.
После распада СССР храм решено было восстановить. Ремонтные работы продолжаются и в настоящее время. Благоустраивается территория вокруг храма, построены звонница и новая воскресная школа. 
Настоятель — иерей Святослав Викторович Баденков.